# 辽河街道 (沈阳市)
辽河街道，曾是中华人民共和国辽宁省沈阳市皇姑区下辖的一个乡镇级行政单位。2019年12月，撤销辽河街道，其管辖区域划入北塔街道。

## 行政区划
辽河街道下辖以下地区：
。